# Troglobacanius maya
Troglobacanius maya är en skalbaggsart som beskrevs av Vomero 1974. Troglobacanius maya ingår i släktet Troglobacanius och familjen stumpbaggar. Inga underarter finns listade i Catalogue of Life.